# Patria Nueva
Patria Nueva (ісп. вимова: [ˈpatɾja nuˈeva], укр. [пáтрjа нуéва]), буквально Нова Батьківщина — період в історії війни за незалежність Чилі. Розпочався після перемоги Андської армії у битві при Чакабуко 12 лютого 1817 року та завершився зреченням Бернардо О'Гіґґінса 28 січня 1823 року.

## Похід Андської армії
Після поразки патріотичних сил у битві при Ранкагуа 2 жовтня 1814 року більшість лідерів чилійців емігрували до аргентинської провінції Мендоса. Там разом із борцем за незалежність Аргентини Хосе де Сан-Мартіном вони розпочали формування Андської армії для наступу на Чилі.
Похід розпочався на початку 1817 року. Після важкого переходу через Анди 12 лютого 1817 року чилійсько-аргентинська армія зустрілася з іспанськими роялістами в битві при Чакабуко та здобула перемогу. Ця подія в чилійській історіографії вважається початком періоду Нової Батьківщини.

## Уряд Бернардо О'Гіґґінса

«Прапор переходу», що використовувався у 1817—1818 роках

Головою відновленої чилійської держави (Верховним директором) обрали Бернардо О'Гіґґінса.

### Перші кроки
За кілька днів після посідання посади О'Гіґґінс відправив до захопленого порту Вальпараїсо експедицію для звільнення засланих на архіпелаг Хуан-Фернандес чилійських патріотів. Також О'Гіґґінс почав створення сил, які мали протистояти іспанським роялістам, зокрема у захопленому порту Талькауано. Розпочалося протистояння бандитизму та патріотам-дезертирам (montoneras). Було скасовано дворянські титули та привілеї, вигнано проіспанських священників, створено віндикаційні суди для патріотів, щоб ті могли повернути собі втрачене в період Реконкісти майно.

### Економічна та соціальна політика

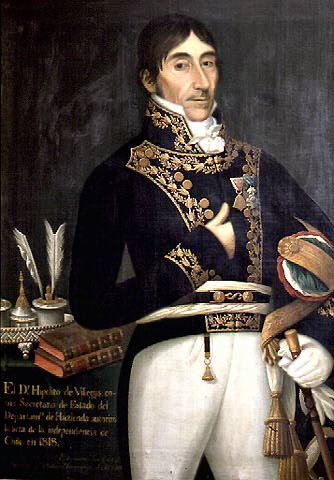
Іполіто Франсіско де Вільєгас, перший міністр фінансів Чилі

2 червня 1817 року було створено Міністерство фінансів Чилі. Його головою став Іполіто Франсіско де Вільєгас.
Основним документом, що регулював державну політику в галузі економіки, став «План фінансів та державного управління». Він передбачав надання державних послуг, встановлення податкових надходжень, видача кредитів, забезпечення певних гарантій громадянам, як-от процедури регулювання військових внесків тощо.

### Смертельна війна
Щоб ще більше укріпити чилійську незалежність, Хосе де Сан-Мартін вжив заходів щодо озброєних груп злочинців, роялістів та індіанців, які, користуючись ситуацією, грабували сільські місцевості в горах. Пізніше такі дії були названі Guerra a muerte (Смертельна війна) через тактику безщадності, оскільки ні партизани, ні урядові війська не захоплювали в полон. Тільки після того як група Вісенте Бенавідеса була ліквідована 1822 року, регіон навколо Консепсьйона став значно спокійнішим.

## Проголошення незалежності Чилі

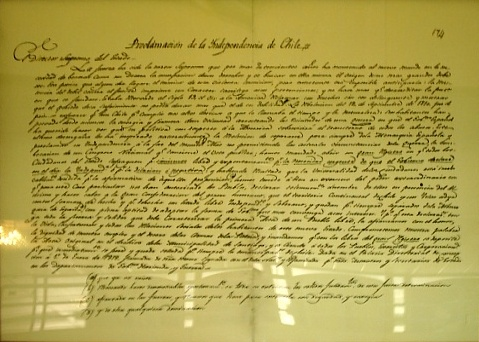
Акт про незалежність Чилі

До річниці перемоги патріотів при Чакабуко, 12 лютого 1818 року було проголошено незалежність Чилі. Водночас розпочалася робота над Конституцією Чилі, яка була видана того ж року. Згідно з нею, було скасовано усі дворянські титули та привілеї, право майорату. На такі непопулярні серед вищих верств суспільства рішення уряд О'Гіґґінса пішов для досягнення більшої соціальної рівності та зменшення рівня поляризації суспільства.

## Бойові дії

### Іспанське вторгнення 1818 року

#### Друга битва при Канча-Раяді
На початку 1818 року іспанські роялісти почали нове вторгнення з боку Перу. Чилійські патріоти чекали на них у місті Талька, проте вони пішли пішли іншим шляхом.
19 березня 1818 року у другій битві при Канча-Раяді війська Бернардо О'Гіґґінса зазнали нищівної поразки від роялістських військ. Сам Верховний директор був поранений.
Звістка про поразку патріотів сколихнула Сантьяго. Багато діячів почали готуватися до повторної еміграції в Мендосу. При цьому поширилися чутки про начебто смерть Бернардо О'Гіґґінса та Хосе де Сан-Мартіна. 23 березня один з лідерів патріотів Мануель Родрігес проголосив себе Верховним директором та заявив: «Громадяни, у нас все ще є Батьківщина!» 24 березня поранений О'Гіґґінс повернувся до Сантьяго, де був зустрінутий гарматним залпом.

#### Битва під Майпу

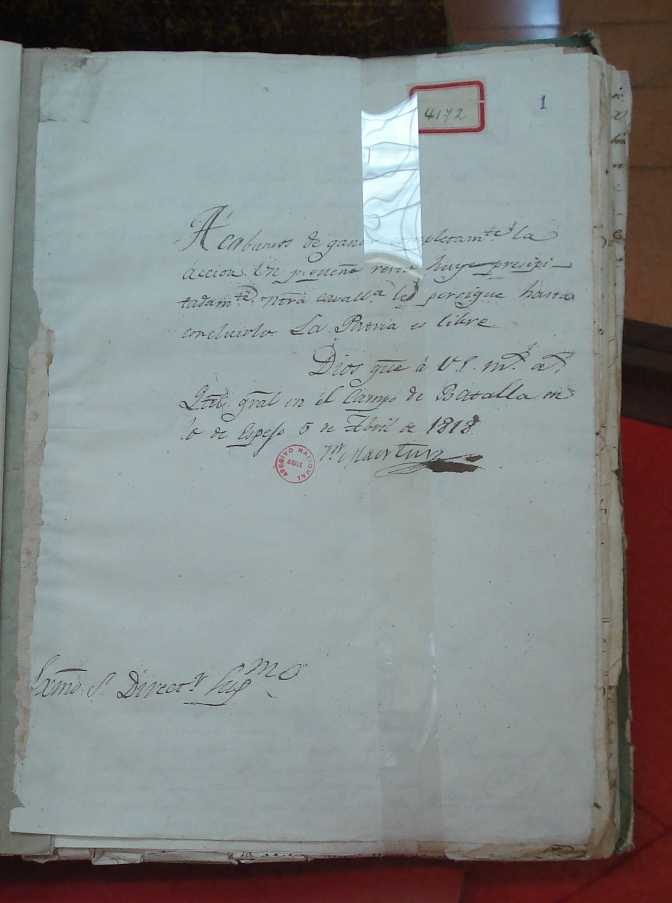
Лист Сан-Мартіна до О'Гіґґінса, в якому він сповіщає про перемогу під Майпу

Після другої битви при Канча-Раяді роялістські війська Маріано Осоріо продовжили наступ. Хосе де Сан-Мартін організував оборону на пагорбах Майпу. 5 квітня відбулася вирішальна битва в історії війни за незалежність Чилі. Війська патріотів змогли розбити роялістів за 2 години. Результатом битви стала ліквідація безпосередньої загрози незалежності Чилі з боку іспанців.

### Участь Чилі увійні за незалежність Перу
Незалежності Чилі та Об'єднаних провінцій Ріо-де-ла-Плати продовжувало загрожувати перебування іспанських роялістів у Перу. За підтримки О'Гіґґінса Хосе де Сан-Мартін розпочав здійснення свого плану із вторгнення до країни. 1819 року розпочалася визвольна експедиція. Окрім сухопутних військ, участь у ній брала також Перша чилійська морська ескадра на чолі з Томасом Кокреном. Остаточно Перу став незалежним завдяки допомозі Симона Болівара.
З 1820 року Томас Кокрен керував чилійськими експедиціями до Вальдивії та архіпелагу Чилое — останніх осередків опору іспанських колоністів. 8 березня 1820 року відбулася битва при Ель-Торо, у якій патріоти здобули перемогу. Проте наступні кампанії, здійснені в період Patria Nueva на Чилое, були невдалими.

## Завершення Нової Батьківщини
Традиційно в чилійській історіографії період Нової Батьківщини завершується 28 січня 1823 року, коли під тиском опозиції, зокрема колишнього «найбільшого соратника» Рамона Фрейре, Бернардо О'Гіґґінс зрікся посади Верховного директора Чилі. Попри це, війна за незалежність Чилі тривала ще 3 роки, поки не було захоплено останні осередки опору іспанських роялістів у Чилі — Вальдивію та архіпелаг Чилое.